# Vezio (Alto Malcantone)
Vezio (in dialetto ticinese Vesc) è una frazione di 208 abitanti del comune svizzero di Alto Malcantone, nel Canton Ticino (distretto di Lugano).

## Storia

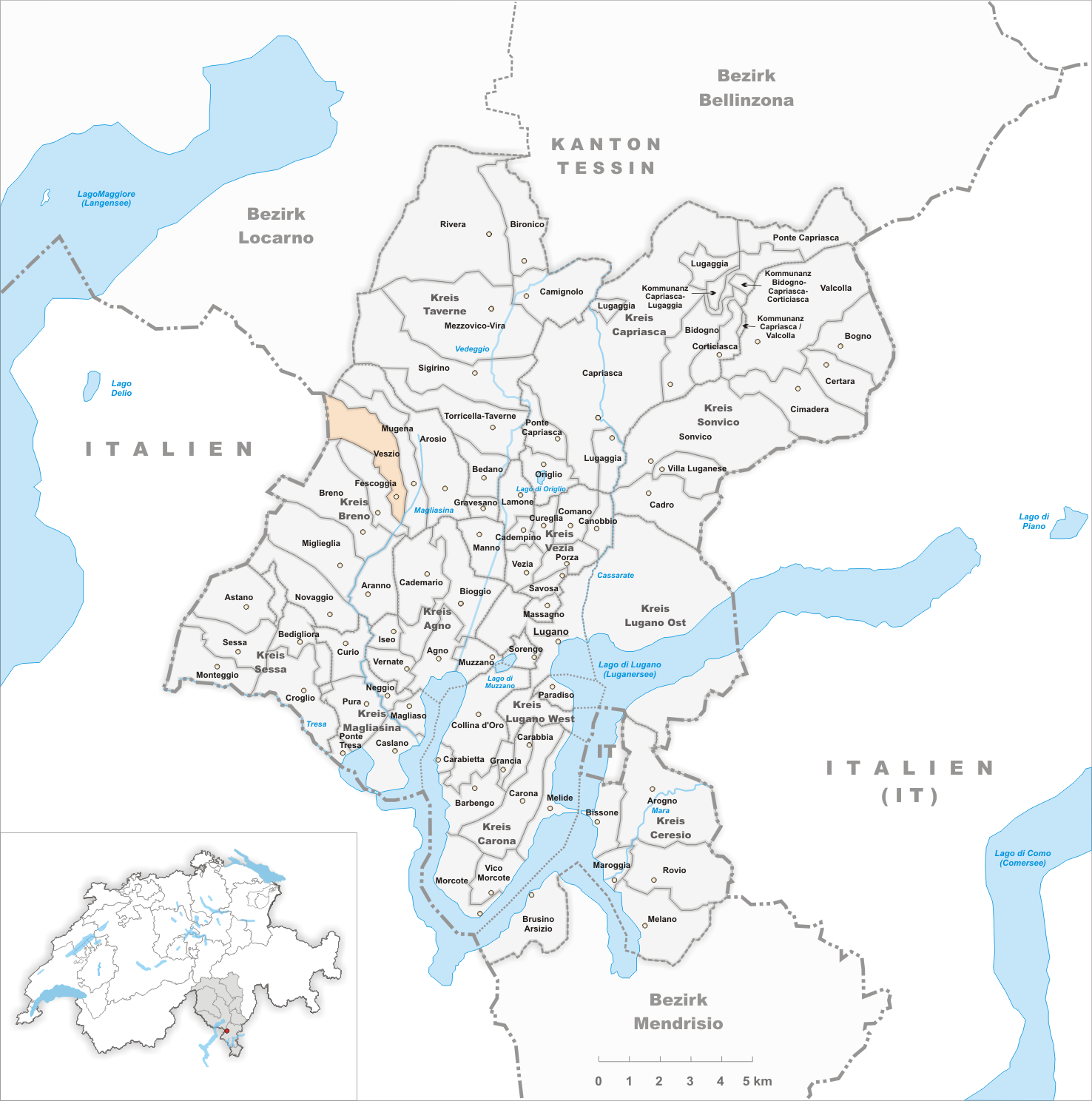
Il territorio del comune di Vezio prima degli accorpamenti comunali del 2005

Già comune autonomo che si estendeva per 3,63 km², il 14 marzo 2005 è stato accorpato agli altri comuni soppressi di Arosio, Breno, Fescoggia e Mugena per formare il comune di Alto Malcantone.

## Monumenti e luoghi d'interesse
- Chiesa di San Bartolomeo, eretta nel 1745[1].

## Società

### Evoluzione demografica
L'evoluzione demografica è riportata nella seguente tabella:
Abitanti censiti

## Amministrazione
Ogni famiglia originaria del luogo fa parte del cosiddetto comune patriziale e ha la responsabilità della manutenzione di ogni bene ricadente all'interno dei confini della frazione.